# Курский сельсовет (Красноярский край)
Курский сельсовет - сельское поселение в Курагинском районе Красноярского края.
Административный центр - село Курское.

## Население
| 2010 | 2012 | 2013 | 2014 | 2015 | 2016 | 2017 |
| ---- | ---- | ---- | ---- | ---- | ---- | ---- |
| 328  | ↘303 | ↘269 | ↘262 | ↘251 | ↘246 | ↘236 |

## Состав сельского поселения
В состав сельского поселения входят 5 населённых пунктов:
| № | Населённый пункт | Тип населённого пункта       | Население |
| - | ---------------- | ---------------------------- | --------- |
| 1 | Андреев Ключ     | посёлок                      | 4         |
| 2 | Ирба             | посёлок                      | 24        |
| 3 | Красный Кордон   | посёлок                      | 71        |
| 4 | Курское          | село, административный центр | 229       |
| 5 | Николаевка       | деревня                      | 0         |

## Местное самоуправление
Курский сельский Совет депутатов
Дата избрания: 14.03.2010. Срок полномочий: 5 лет. Количество депутатов:  7
Глава муниципального образования
- Третьяк Владимир Леонидович. Дата избрания: 14.03.2010. Срок полномочий: 5 лет